# Pararge extincta
Pararge extincta är en fjärilsart som beskrevs av Schultz 1908. Pararge extincta ingår i släktet Pararge och familjen praktfjärilar. Inga underarter finns listade i Catalogue of Life.